# Ángel Gómez de Ágreda
Ángel Gómez de Ágreda (Salamanca, 1965) es piloto militar del Ejército del Aire (España) y escritor español especializado en análisis geopolítico y comunicación de estrategia geopolítica contemporánea.

## Trayectoria
Gómez de Ágreda es piloto militar, Diplomado de Estado Mayor y Coronel español. Empezó sus estudios en 1982 en la Academia General del Aire y se graduó como Teniente en 1987. Realizó su formación como piloto militar de transporte y paracaidista en el Ejército del Aire (España), en la Universidad del Sur de California y en la US Air Force. De 2010 a 2011 estudió en la Universidad Internacional de La Rioja un máster en Terrorismo y Antiterrorismo, y los dos años siguientes se formó en el European Security and Defence College sobre políticas de Defensa y Seguridad. Continúa su formación para ampliar sus conocimientos multidisciplinares en paralelo con su experiencia profesional, y desde 2019 en la Universidad Politécnica de Madrid (UPM) realiza el doctorado en ingeniería.
En su trabajo profesional, Gómez de Ágreda participó en misiones internacionales representando a España en diversos países como Afganistán, Senegal o en la antigua Yugoslavia. Fue jefe de cooperación del Mando Conjunto de Ciberdefensa en el Centro de Excelencia de Cooperación en Ciberseguridad de la OTAN. Desde 2016 es analista en el Ministerio de Defensa (España), y dentro de la Secretaría General de Política de Defensa (SEGENPOL) es Jefe del área de Análisis Geopolítico.
Gómez de Ágreda ha sido docente en varias instituciones como el Centro Superior de Estudios de la Defensa Nacional (CESEDEN) entre otras, impartiendo clases en la disciplina de Estrategia y Relaciones Internacionales. Es autor de numerosas publicaciones, más de un centenar de artículos, colaboraciones en libros. Destacar el libro de título "Mundo Orwell. Manual de supervivencia para un mundo hiperconectado" reconocido como mejor libro de empresa en español en 2019 con el Premio Knowsquare.
Gómez de Ágreda analiza los problemas desde una comprensión de la realidad, apoyado en su formación y experiencia multidisciplinar, en sus artículos y entrevistas expresa su interés en "identificar las soluciones a los problemas desde fuera de las disciplinas", así como que «Exteriores y Defensa son los ministerios más codiciados en los ciberataques».

### Reconocimientos
- 2019 Premio Knowsquare,[3] al libro "Mundo Orwell. Manual de supervivencia para un mundo hiperconectado"[2]

## Obras seleccionadas

### Artículos
- 2010 Geopolítica de los espacios vacíos. Ejército de tierra español, 1696-7178, N.º. 837, 2010. Retos, riesgos y amenazas al inicio del siglo XXI, págs. 20-27.[5]
- 2010 Proyección geoestratégica de la marina china. Revista general de marina,  0034-9569, Vol. 259, págs. 849-854.[6]
- 2020 La seguridad y privacidad en las aplicaciones tecnológicas vinculadas a la pandemia COVID-19. Revista de Privacidad y Derecho Digital. ISSN digital 2444-5762, nº18, Madrid, págs. 19-43.
- 2020 Blockchain, populismo y moneda digital, en colaboración con Claudio Feijoo y Sebastián Puig Solera.[7][8]

### Libros
- 2019 Mundo Orwell. Manual de supervivencia para un mundo hiperconectado. Madrid. ISBN 978-84-344-2978-9.[9]